# Vino Shiraz
El vino Shiraz hace referencia a dos vinos diferentes. Históricamente, el nombre se refiere al vino producido alrededor de la ciudad de Shiraz en Irán.  En la actualidad "Shiraz" es un nombre alternativo para la uva Syrah, utilizada principalmente en Australia y Sudáfrica.La uva moderna "Shiraz" es idéntica a la Syrah y se originó en el sureste de Francia sin conexión establecida con la ciudad de Shiraz.Es una variedad de originaria de la región del Ródano en Francia. La uva Syrah es una cepa de uva tinta que produce vinos intensos y complejos versátil y con adaptación a condiciones climáticas y suelo lo que ha permitido su cultivo en muchas regiones vinícolas.Los racimos son pequeños y compactos. con bayas de piel gruesa y jugosa. Conocida por su resistencia y capacidad para producir vinos con alto contenido de taninos y una acidez equilibrada.

## Historia
En el siglo IX, la ciudad de Shiraz se había ganado la reputación de producir el mejor vino del mundo y era la capital del vino de Irán. Está documentada la exportación de vino Shiraz por parte de comerciantes europeos en el siglo XVII. Entusiastas viajeros ingleses y franceses que visitaron la región entre los siglos XVII y XIX, describieron que el vino cultivado cerca de la ciudad era de carácter más diluido debido al riego. Los vinos Shiraz en realidad se cultivaban en viñedos en terrazas alrededor del pueblo de Khollar. Estos vinos eran blancos y existían en dos estilos diferentes: vinos secos para beber jóvenes y vinos dulces destinados a añejar. Estos últimos vinos fueron comparados con "un jerez añejo" (uno de los vinos europeos más preciados de la época), y a los cinco años se decía que tenían un fino bouquet y un sabor a nuez. Los vinos blancos secos de Shiraz, pero no los dulces, se fermentaron con un contacto significativo con el tallo, lo que debería haber hecho que estos vinos fueran ricos en taninos.
Si bien los viajeros han descrito los vinos como blancos, no parece haber descripciones ampelográficas de las vides o uvas.Marco Polo mercader y viajero veneciano, mencionó el vino, y otros relatos clásicos describen enredaderas arrastradas por poleas y pesas para crecer por un lado de una casa y bajar por el otro. Más tarde, el poeta británico Edward FitzGerald tradujo del idioma persa el Rubaiyat de Omar Khayyam, en el que se elogian los vinos de Shiraz.En el Irán moderno, el vino Shiraz no se puede producir legalmente debido a la prohibición del alcohol en el Islam. Si bien antes de la Revolución Islámica de 1979, había hasta 300 bodegas en Irán; ahora no hay ninguna.En general, Irán ya no es un país productor de vino, pero a los cristianos iraníes se les permite legalmente fermentar vino. 

### Actualmente
A pesar del nombre, no existe una conexión comprobada entre la ciudad de Shiraz y la variedad de uva tinta actual "Shiraz", plantada en Australia, Sudáfrica, Argentina, Canadá, Estados Unidos y algunos otros países.   La uva Shiraz moderna, ahora conocida por ser idéntica a la uva Syrah, fue traída a Australia por James Busby, el padre del vino australiano . Busby viajó por España y Francia recogiendo esquejes de vid que fueron la base de la industria vitivinícola australiana.